# Đuôi cụt ngực lục
Đuôi cụt ngực lục, tên khoa học Pitta reichenowi, là một loài chim trong họ Pittidae.
Loài chim này được tìm thấy ở Cameroon, Cộng hòa Trung Phi, Cộng hòa Congo, Cộng hòa Dân chủ Congo, Gabon, và Uganda. Môi trường sống tự nhiên của chúng là rừng ẩm vùng đất thấp nhiệt đới hoặc cận nhiệt đới. Tuy nhiên tại Uganda, chúng hiện diện ở độ cao từ 1.100 và 1.400 mét.